# Liste der denkmalgeschützten Objekte in Lafnitz (Steiermark)
Die Liste der denkmalgeschützten Objekte in Lafnitz enthält die 3 denkmalgeschützten, unbeweglichen Objekte der Gemeinde Lafnitz.

## Denkmäler
| Foto |                 | Denkmal                                                       | Standort                             | Beschreibung | Metadaten |
| ---- | --------------- | ------------------------------------------------------------- | ------------------------------------ | --- | --- |
| ja   | Datei hochladen | Wallfahrtskirche hl. Ägydius HERIS-ID: 68814 Objekt-ID: 81852 | Lafnitz Standort KG: Lafnitz         | An dieser Stelle wurde bereits 1544 eine Kapelle erwähnt, einen Sakralbau an dieser Stelle gab es aber schon davor. Die jetzige Kirche stammt aus dem frühen 18. Jahrhundert, in den Kuruzzenkriegen war der Vorgängerbau teilweise abgetragen worden. Die Kirche wurde 1714 geweiht, die zu einem großen Teil von Johann Cyriak Hackhofer besorgte Ausstattung stammt aus den Folgejahren (das Hochaltarbild ist mit 1719 datiert). 1760 wurde der Fassadenturm mit Zwiebelhaube erneuert. | BDA-Hist.: Q2323818 Status: § 2a Stand der BDA-Liste: 2025-06-30 Name: Wallfahrtskirche hl. Ägydius GstNr.: .55 St. Ägydius in der Haid |
| ja   | Datei hochladen | Ortskapelle Mariahilf HERIS-ID: 68811 Objekt-ID: 81848        | Lafnitz Standort KG: Lafnitz         | | BDA-Hist.: Q38120651 Status: § 2a Stand der BDA-Liste: 2025-06-30 Name: Ortskapelle Mariahilf GstNr.: .58                               |
| ja   | Datei hochladen | Ortskapelle Hl. Kreuz HERIS-ID: 68812 Objekt-ID: 81850        | Oberlungitz Standort KG: Oberlungitz | Die Kapelle wurde 1835 erbaut. Im Chor befinden sich naive Malereien aus der Bauzeit. | BDA-Hist.: Q38120671 Status: § 2a Stand der BDA-Liste: 2025-06-30 Name: Ortskapelle Hl. Kreuz GstNr.: .29                               |